# Король комедии (фильм, 1999)
«Король комедии» (кит. 喜劇之王) — гонконгская кинокомедия 1999 года, снятая Стивеном Чоу и Ли Лик-Чи. Главные роли в фильме исполнили Стивен Чоу, Карен Мок, Ын Мантат и Сесилия Чун. За роль в данной картине Сесилия Чун была номинирована на Гонконгскую кинопремию в категории «Лучший новый актёр».

## Сюжет
Нерадивый актёр (Стивен Чоу) устраивается статистом на съёмки боевика, но заваливает каждую сцену со своим участием. Помимо этого на досуге он даёт уроки актёрского мастерства проституткам и вместе со шпаной ставит в самодеятельном театре постановку фильма «Кулак ярости» своего кумира Брюса Ли.

## В ролях
- Стивен Чоу — Ван Тин-сау
- Карен Мок — Cестра Куку / Кукушка То
- Ын Мантат — Мао
- Сесилия Чун — Лау Пиу-пиу
- Джонсон Ли — режиссёр фильма
- Тин Кай-ман — ученик № 3 / человек Хуна
- Ли Сиу-кей — Брат Кит
- Джо Чен Чо — информатор
- Лам Цзы-син — Хунг